# Fútbol Club Ciego de Ávila
El Fútbol Club Ciego de Ávila és un club cubà de futbol de la ciutat de Morón, a la província de Ciego de Ávila.
Els seus colors són el verd i el groc.

## Palmarès
- Lliga cubana de futbol:[2]
  - 1993, 2001, 2003